# سد هارتبیس‌پورت
سد(آب بند) هارتبیس‌پورت (همچنین شناخته شده به نام هارتیز) یک سدکمانی شکل متعلق به  استان شمال باختری آفریقای جنوبی است.این سد در دره ای در جنوب رشته کوه ماگالیزبرگ و شمال رشته کوه ویتواتسبرگ ، پیرامون 35 کیلومتری شمال باختری ژوهانسبورگ و 20 کیلومتری باختر پرتوریا قرار دارد.این سد نخست برای آبیاری ساخته شد و اکنون نیز برجسته‌ترین کاربرد آن است. افزون بر آن در کارهای صنعتی و مصرف محلی کاربرد دارد. نام این سد به معنای گذر از هارت‌بیست (به انگلیسی: hartebeest) یا همان گاوگوزن است.